# Biezwierchowo (Kraj Nadmorski)
Biezwierchowo (ros. Безверхово) – wieś (sieło) w Rosji, w Kraju Nadmorskim, w rejonie chasańskim. W 2010 liczyła 889 mieszkańców.